# Gehlenbecker Masch
Das Naturschutzgebiet Gehlenbecker Masch liegt in der Stadt Lübbecke im Kreis Minden-Lübbecke. Es ist rund 42,7 Hektar groß und wird unter der Bezeichnung MI-037 geführt.
Es liegt nördlich des Ortsteiles Gehlenbeck der Stadt Lübbecke zwischen der Bundesstraße 65 und dem Mittellandkanal. Unweit östlich befinden sich die Naturschutzgebiete Großes Torfmoor und Bastauwiesen.

## Bedeutung
Die Unterschutzstellung erfolgt wegen der Seltenheit und der besonderen Eigenart der Fläche und zur Erhaltung und Wiederherstellung von Lebensgemeinschaften als Refugium für bedrohte und gefährdete wildlebende Tier- und Pflanzenarten.